# Копечешть
Копечешть, Копечешті (рум. Copăcești) — село у повіті Вранча в Румунії. Входить до складу комуни Руджинешть.
Село розташоване на відстані 200 км на північний схід від Бухареста, 43 км на північ від Фокшан, 123 км на південь від Ясс, 102 км на північний захід від Галаца, 126 км на північний схід від Брашова.

## Населення
За даними перепису населення 2002 року у селі проживали 820 осіб, усі — румуни. Усі жителі села рідною мовою назвали румунську.